# Meckering
Meckering is een plaats in de regio Wheatbelt in West-Australië. In 1968 vond een zware aardbeving plaats in Meckering.

## Geschiedenis
De oorspronkelijke bewoners van de streek waren de Balardong Nyungah Aborigines.
In 1849 werd het eerste stuk grond in de streek toegewezen, 7 kilometer ten zuiden van het huidige Meckering, nabij een waterbron. De plaats stond bekend als Koolbunine. De streek was door een tekort aan neerslag en oppervlaktewater niet echt geschikt voor landbouw. Pas 40 jaar later zou het mogelijk worden er aan landbouw te doen. Op 17 februari 1887 stichtte John Forrest er het plaatsje Meckering, ten noorden van Beebering Hill. De naam Meckering is afgeleid van een Aborigineswoord dat "plaats van water" of "maan op het water" zou betekend hebben. Het gebied rondom Meckering werd in april 1889 tot landbouwgebied verklaard.
De spoorweg naar Kalgoorlie bereikte Meckering in 1892. Zes jaar later bood het dorp onderdak aan een spoorwegstation, drie winkels, een smidse, een hotel, een gemeenschapshuis, een school, twee banken en een postkantoor. Het bestuur van het district was van 1894 tot 1920 in Meckering gevestigd waarna het naar Cunderdin verhuisde. Vanaf 1901 leverde C.Y. O'Connors pijpleiding water in de streek. In 1903 werd een likeurfabriek gestart die tot in 1950 in bedrijf bleef. Meckering had een eigen elektriciteitscentrale van 1916 tot 1958 waarna het aangesloten werd op het landelijke net. In 1920 werd er een hospitaal geopend doch dit bleef slechts open tot 1939.
In 1933 werd in Meckering een eerste installatie voor het bulkvervoer van de graanproductie uit de streek gebouwd.
Op 14 oktober 1968 vond een zware aardbeving plaats in Meckering. Om 10u59 beefde de aarde 40 seconden aan 6,9 op de schaal van Richter. Er raakten 17 personen gewond maar er vielen geen doden doordat het een feestdag was en alle scholen en winkels dicht waren. Tot in Perth, Albany en Esperance werd schade gemeld. De waterpijpleiding van Mundaring naar Kalgoorlie, telefoon- en elektriciteitslijnen, wegen en spoorwegen, winkels, kerken, huizen, boerderijen, scholen en het gemeenschapshuis raakten beschadigd en dienden, geheel of gedeeltelijk, heropgebouwd of hersteld te worden. Er was voor AU $ 1,5 miljoen schade. De dorpskern van Meckering werd op een andere plaats heropgebouwd maar veel bewoners trokken weg en het bevolkingsaantal viel terug van ongeveer 500 op ongeveer 200.

## 21e eeuw
In 2008 vond de 50-jarige herdenking van de aardbeving plaats. Er waren meer dan 2000 aanwezigen.
Meckering is gelegen in de Shire of Cunderdin. Op een basisschool na bevindt alle overheidsdienstverlening zich in Cunderdin. Meckering is wel een verzamel- en ophaalpunt voor de oogst van de graanproducenten uit de streek die bij de Co-operative Bulk Handling Group aangesloten zijn.
In 2021 telde Meckering 232 inwoners, tegenover 116 in 2006.

## Bezienswaardigheden
De meeste bezienswaardigheden in Meckering hebben te maken met de aardbeving:
- De Meckering Earthquake Farm Ruins zijn de ruïnes van een boerderij die in 1904 gebouwd en in 1968 door de aardbeving vernield werd.
- De Meckering Earthquake Gazebo & Memorial Rose Garden bevat een stuk spoorweg, een stuk pijpleiding, foto's en informatie en statistieken die een idee geven over de omvang van de aardbeving.
- De Meckering Earthquake Preserved Faultine is een 1 kilometer lang bewaard restant van de oorspronkelijke 32 kilometer lange tot 2 meter hoge breuklijn.
- De Collingully Cottages Patchwork Barn is een voorbeeld van een graan- en schapenboerderij die door diversificatie overleefd. Men kan er een uitgebreid aanbod van stoffen en quilts bekijken.
- De Meckering Earthquake Memorial is een gedenksteen die in 2011 werd ontbloot.[9]
- De Meckering Historical Earthquake Walk Trail is een bewegwijzerde wandelroute door de oude dorpskern waar informatiepanelen met foto's van voor de aardbeving staan.[4]
- The Big Camera is een museum over de geschiedenis van de fotografie.[10]

## Transport
Meckering ligt 130 kilometer ten oosten van Perth, 32 kilometer ten oosten van Northam en 22 kilometer ten westen van Cunderdin, langs de Great Eastern Highway.
De Eastern Goldfields Railway loopt langs Meckering. Transwa verzorgt de Prospector en MerredinLink-treindiensten die beide in het station van Meckering halt houden.

## Klimaat
Meckering kent een warm mediterraan klimaat, Csa volgens de klimaatclassificatie van Köppen. De jaarlijkse gemiddelde temperatuur bedraagt er 17,9 °C. De neerslag valt meer 's winters dan 's zomers met een jaarlijks gemiddelde van 363 mm.
Aldersyde · Amery · Ardath · Arthur River · Baandee · Babakin · Badgingarra · Badjaling · Bailup · Bakers Hill · Balkuling · Ballaying · Ballidu · Beacon · Beenong · Beermullah · Bejoording · Belka · Bencubbin · Bendering · Benjaberring · Beverley · Bilbarin · Bindi Bindi · Bindoon · Bodallin · Bolgart · Bonnie Rock · Boolading · Booraan · Brookton · Bruce Rock · Bullaring · Bullfinch · Bulyee · Bungulla · Buntine · Burakin · Burracoppin · Cadoux · Calingiri · Campion · Caraban · Carrabin · Cataby · Cervantes · Chandler · Chittering · Clackline · Cold Harbour · Congelin · Coomberdale · Copley · Corrigin · Cowcowing · Crossman · Cuballing · Culbin · Cunderdin · Dalwallinu · Dandaragan · Dangin · Darkan · Dattening · Dongolocking · Doodlakine · Dowerin · Dudinin · Dumbleyung · Duranillin · Dwarda · Ejanding · Elabbin · Erikin · Gabbin · Gingin · Goomalling ·  Grass Valley · Greenhills · Guilderton · Gwambygine · Harrismith · Highbury · Hines Hill · Holt Rock · Hyden · Jelcobine · Jennacubbine · Jennapullin · Jitarning · Jurien Bay · Kalannie · Karlgarin · Kellerberrin · Kondinin · Kondut · Koojan · Koolyanobbing · Koorda · Korbel · Korrelocking · Kukerin · Kulin · Kulja · Kulyaling · Kunjin · Kununoppin · Kweda · Kwelkan · Kwolyin · Lancelin · Lake Brown · Lake Grace · Lake King · Ledge Point · Manmanning · Marvel Loch · Meckering · Meenaar · Merredin · Miling · Minnivale · Mogumber · Mokine · Moodiarrup · Mooliabeenee · Moora · Moorine Rock · Moorumbine · Moulyinning · Mount Hardey · Mount Kokeby · Mount Walker · Muchea · Mukinbudin · Muntadgin · Nalya · Nangeenan · Narembeen · Narrogin · New Norcia · Newdegate · Nilgen · Nokaning · North Bannister · Northam · Nukarni · Nungarin · Pantapin · Piawaning · Piesseville · Pingaring · Pingelly · Pithara · Popanyinning · Quairading · Quindanning · Regans Ford · Seabird · Shackleton · Southern Cross · Spencers Brook · Tammin · Tincurrin · Toodyay · Trayning · Varley · Wagin · Walebing · Walgoolan · Wandering · Wannamal · Watheroo · Welbungin · West Dale · West Toodyay · Westonia · Wialki · Wickepin · Wilbinga · Williams · Wongan Hills · Woodridge · Wubin · Wundowie · Wyalkatchem · Yealering · Yelbeni · Yellowdine · Yilliminning · Yerecoin · York · Yorkrakine · Yornaning · Yoting · Youndegin